# Park im. Wojciecha Bednarskiego w Krakowie
Park im. Wojciecha Bednarskiego – zabytkowy park miejski w Krakowie, znajdujący się w dzielnicy XIII Podgórze. Usytuowany jest po południowej stronie centrum Podgórza w zagłębieniu terenu powstałym wskutek eksploatacji wapieni między ulicami: Krzemionki na zachodzie, Parkową na wschodzie oraz Zamoyskiego na północy. Zajmuje powierzchnię 8,46 ha. Wejścia do Parku znajdują się przy ul. Parkowej oraz Zamoyskiego (przy placu Niepodległości).
W bliskim sąsiedztwie parku znajdują się m.in.: stadion Klubu Sportowego Korona Kraków, Ośrodek telewizyjny TVP3 Kraków i wieża SLR Krzemionki, gmach IV Liceum Ogólnokształcącego oraz Kościół św. Józefa.

## Historia
W miejscu, gdzie współcześnie znajduje się Park Bednarskiego od czasów średniowiecznych mieścił się kamieniołom. Z lokalizacją tą związana jest legenda o Panu Twardowskim – XVI-wiecznym czarnoksiężniku, który na Krzemionkach miał mieć swoje pracownie. Z tego też powodu rozległa kotlina dawnego kamieniołomu nosi nazwę „Szkoła Twardowskiego”.
Pierwsze koncepcje przekształcenia kamieniołomu w park miejski dla zaspokojenia potrzeb rozwijającego się, wówczas niezależnego, miasta Podgórza Wojciech Bednarski, ówcześnie radny miejski, przedłożył w 1884 roku. Ich realizacja była wtedy niemożliwa ze względu na wciąż odbywającą się na masową skalę eksploatację wapieni. Innym problemem przy ewentualnej realizacji tego przedsięwzięcia był niemal zupełny brak gleby na obszarze kamieniołomu, co uniemożliwiało sadzenie drzew przed nawiezieniem ziemi. 
Mimo to w kolejnych latach przedsięwzięto działania mające na celu realizację parku, głównie staraniami Bednarskiego, który z własnych środków wyłożył do 1890 roku sumę 734 złotych 25 centów na drzewa, kwiaty, ławki, altanę i robotników. Znaczny udział przy realizacji ogrodu miała również młodzież szkolna. Prace przy realizacji tego etapu zostały zakończone w roku następnym – 23 czerwca 1891 roku oddano do użytku będący zalążkiem przyszłego parku „ogródek przyszkolny”. W 1892 roku opracowano projekt „poszerzenia ogródka”, a środki na ten cel zostały wygospodarowane w budżecie gminnym. Pokryły one jednak tylko część wydatków na budowę parku – Bednarski również na tym etapie wciąż dokładał z własnych funduszy znaczne kwoty. Pojawiła się nazwa „Planty na Krzemionkach” lub „Ogród na Krzemionkach”. W kolejnych czterech latach trwały szeroko zakrojone prace budowlane: nawożenie i wymiana wielkich ilości ziemi, sadzenie drzew i krzewów, tyczenie i utwardzanie alejek. W układ parku włączono również powstałe pod koniec XVIII wieku zachowane elementy ziemnej fortecy otaczającej kamieniołom jako gotowe skarpy i aleje. Powstały ponadto glorieta, bufet, taras widokowy, a także elementy zaplecza: dom dla ogrodnika, cieplarnia i dwie studnie. Przestrzeń ogrodu uzupełniona została popiersiami Jana III Sobieskiego, Tadeusza Kościuszki i Adama Mickiewicza, które zostały usunięte w 1918 roku. 
Uroczyste otwarcie parku odbyło się 19 lipca 1896 roku. Wydarzenie to było szeroko opisywane nie tylko w Galicji, ale pisały o tym również gazety poza granicami kraju m.in. w Warszawie oraz Petersburgu. Powstały w ten sposób park stał się drugim, po Plantach im. Floriana Nowackiego publicznym parkiem miejskim w Podgórzu. Kolejną część parku ukończono w 1900 roku. W tym czasie wstęp do parku był płatny, a dochody zeń przeznaczane były na rzecz Towarzystwa Upiększania Miasta Podgórza. W niedziele i święta popołudniami w parku przygrywała Orkiestra Salinarna z Wieliczki. Organizowano tu również festyny i pokazy ćwiczeń podgórskiego „Sokoła”. Nadzorowanie czystości i porządku powierzono podgórskiej policji.
W 1907 roku uchwałą Rady Miasta Podgórza park – dotychczas nazywany „miejskim” – nazwano imieniem jego założyciela. Nastąpiło to jeszcze za życia Bednarskiego, który zmarł w 1914 roku.
28 kwietnia 1909 roku Magistrat podgórski uchwalił obsadzenie drzewami gruntów miejskich znajdujących się na zachód od dotychczas urządzonych obszarów parku celem jego poszerzenia. Odtąd tereny te zwano „Zalesienie”. Z uwagi na prowadzone nasadzenia obszar ten został ogrodzony i wyłączony z użytkowania, był pilnowany przez strażników, a za wejście tam groziły wysokie kary. W pierwszym okresie istnienia parku, przez blisko 20 lat istniał on po sąsiedzku z eksploatowanym kamieniołomem, którego kierownictwo ściśle współpracowało z Bednarskim w zakresie stopniowego przekształcania zakładu na kolejne części parku.
Po połączeniu Podgórza z Krakowem w 1915 roku park był mniej doinwestowywany przez gminę niż krakowskie parki Krakowski i Jordana. Mimo tego wciąż dokonywano rozbudowy infrastruktury – na początku lat 20. w południowo-wschodniej kotlinie kamieniołomu urządzono boisko, przekształcane w sezonie zimowym do lat 60. na ślizgawkę. W 1926 roku z inicjatywy pochodzącego z Podgórza prezydenta Karola Rollego, podgórskiego Towarzystwa „Wzajemna Pomoc” i rodziny Bednarskich miasto Kraków powołało Fundację im. Wojciecha Bednarskiego. W 1937 roku odsłonięto w parku pomnik Wojciecha Bednarskiego dłuta Stanisława Popławskiego, powstały z inicjatywy wiceprezydenta Witolda Ostrowskiego.
W okresie po II wojnie światowej niedoinwestowanie parku z czasem przyczyniało się do coraz większej jego degradacji. W kolejnych dekadach usunięto, oficjalnie z powodu zwiększenia bezpieczeństwa odwiedzających, większość żywopłotów i krzewów, stanowiących istotny element kompozycji parku w jego pierwotnym zamyśle. Układ i charakter parku został ponadto zaburzony przez niekontrolowane samosiewy drzew, głównie pod ścianami skalnymi i na samych skałach. Rozebrano Domek Ogrodnika, zlikwidowano małe gospodarstwo pomocnicze, żeliwne ławki oraz dwie studnie. Taras widokowy obrósł samosiewami, które utrudniły obserwację panoramy miasta. Wykonano nawierzchnię asfaltową alejek. W latach 1955–1965 udostępniono do użytkowania strzeżony dotąd obszar tzw. „Zalesienia” wraz z „Wielką Serpentyną”. W latach 60. w ramach budowy kompleksu obiektów KS Korona wybudowano schody prowadzące do parku od strony Placu Niepodległości. 17 lipca 1976 roku park wpisany został do rejestru zabytków.
W styczniu 2022 roku rozpoczął się generalny remont parku. Prace prowadzono etapami, wyłączając z użytkowania poszczególne części, a następnie cały obszar założenia. Otwarcie parku po remoncie nastąpiło 27 kwietnia 2023. Odbyło się ono w atmosferze pikniku rodzinnego, w którego programie znalazły się m.in. historyczne scenki odtwarzane przez aktorów, gry i zabawy, jak również plener malarski. Z okazji otwarcia zrewitalizowanego parku przedstawiciele władz miasta posadzili pamiątkowe drzewo – tulipanowca. Ogólny koszt inwestycji wyniósł około 18 mln zł.
Zasadniczym celem inwestycji było przywrócenie historycznego charakteru parku w oparciu o materiały archiwalne i uzyskane wytyczne konserwatorskie. Uporządkowano zieleń z zachowaniem istniejącego starodrzewu. Dosadzono ponad 50 nowych drzew, m.in.: kasztanowce, klony, lipy i buki, około 7 tys. krzewów, 90 tys. bylin i 28 tys. roślin cebulowych. Wśród roślinności niskiej parku po remoncie wyróżniają się m.in.: barwinki, paprocie, parzydła leśne, bodziszki, konwalie, śnieguliczki, lilaki i krokusy. Ustawiono domki dla jeży i wiewiórek, budki dla ptaków i nietoperzy. Między Wgłębnikiem a Placem Sokolim urządzono plac zabaw z podziałem na dwie części – dla młodszych i dla starszych dzieci. Obie części połączyła drewniana ścieżka edukacyjna, wzdłuż której ustawione zostały elementy związane z legendą o Panu Twardowskim. Wśród infrastruktury placów zabaw znalazły się m.in.: huśtawka typu „bocianie gniazdo”, zestaw wież, zjeżdżalni i mostów oraz piaskownica w kształcie księżyca i kogut Pana Twardowskiego. Wymieniono lub wprowadzono nowe elementy małej architektury, m.in. ławki, stoły piknikowe, leżaki, urządzono siłownię zewnętrzną.
W ramach rewitalizacji parku odbudowany został Domek Ogrodnika. Zlokalizowano tam toaletę publiczną i pomieszczenie do opieki nad dziećmi. Odbudowany budynek licowany jest cegłą o dwóch kolorach, zwieńczony dwuspadowym dachem krytym dachówką, posiada stolarkę drewnianą, rynny metalowe malowane. W narożnikach zamontowano projektowane podpory na pnące rośliny – róże. Ponad schodami prowadzącymi do parku od Placu Niepodległości zlokalizowano altanę, nawiązującą do niegdysiejszego obiektu podobnego rodzaju stojącego w „Szkole Twardowskiego”. Jej wymiary nawiązują do zachowanego szkicu polowego, a wygląd do fotografii z 1903 roku. Altana posiada konstrukcję drewnianą, balustradę stanowią ozdobnie wycinane drewniane elementy. Modernizacji uległ także pochodzący z okresu międzywojennego Kiosk, którego nową funkcją jest zaplecze dla polany „Plac Sokoli”, gdzie przewidziano miejsca do leżakowania.

## Geografia

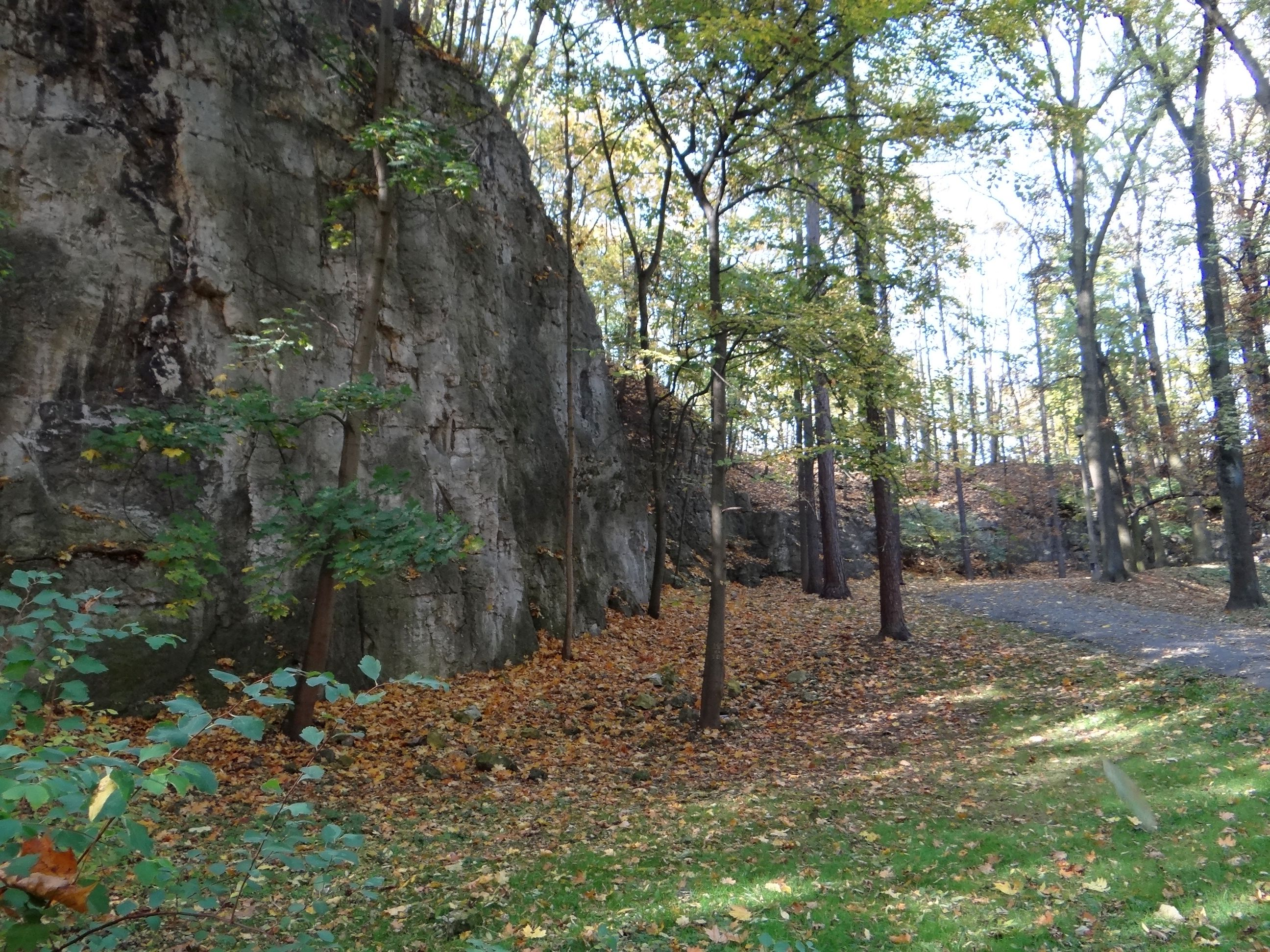
Kotlina „Szkoła Twardowskiego”

Park Bednarskiego położony jest na wzgórzach Krzemionek Podgórskich. Znajdują się one na południowym krańcu Wyżyny Krakowsko-Częstochowskiej, w sąsiedztwie przełomu Wisły przez wyżynę z Kotliny Oświęcimskiej do Kotliny Sandomierskiej – jest to południowa część Bramy Krakowskiej. Są izolowanym zrębem, wypiętrzonym do ok. 250 m n.p.m. – ok. 50 m nad poziomem Wisły w tym regionie. Zbudowane są z wapieni jurajskich i stanowią płytową monoklinę, pokrytą eluwiami (gruz zwietrzelinowy) oraz osadami glacifluwialnymi (gliny morenowe i piaski zlodowacenia krakowskiego). Część północno-wschodnia parku obejmuje fragment pierwotnej wierzchowiny, północno-zachodnia z kolei – zbocze wzgórz. Krzemionki są obszarem silnie skrasowionym, w związku z tym na wyższych partiach praktycznie nie ma wód powierzchniowych. Pomiędzy wzgórzami w dolinach płynęły cieki wodne, z czasem w związku z rozwojem aglomeracji skanalizowane, m.in. potok Czyżówka.
Teren parku pod względem klimatycznym charakteryzuje się pewnym zróżnicowaniem. W części wierzchowin oraz na zboczach południowych i południowo-zachodnich jest ciepło i sucho, w części zboczy północnych i wschodnich, jak również w zacienionych partiach kotlin kamieniołomów – chłodniej i wilgotniej.
Pokrywę glebową parku stanowią na wierzchowinach płytkie i kamieniste Rędziny mieszane, na zboczach północno-zachodnich – rędziny wapienne. Gleby na obszarze dawnego dna kamieniołomu i w pozostałych częściach parku zostały nawiezione w to miejsce w momencie zakładania parku w celu zapewnienia odpowiednich warunków do rozwoju drzew i krzewów. 

## Roślinność
Pierwotne zbiorowiska roślinne wierzchowin stanowiły kompleksy buczyn – bory mieszane i sąsiadujące z nimi grądy wysokie w miejscach silnie nasłonecznionych, zbiorowiska zbocza północnego w miejscach spłaszczeń natomiast – grądy niskie, a w miejscach stromych kompleksy buczyn. Od kilkunastu wieków jednak Krzemionki były pozbawione drzew i krzewów. XVI-wieczne źródła ikonograficzne ukazują w tym miejscu jedynie roślinność charakterystyczną dla ubogich pastwisk, która występowała na całym obszarze Krzemionek z wyjątkiem Szkoły Twardowskiego. Niewielka część wzgórz wykorzystywana była jako pola uprawne. Od końca XIX wieku systematycznie wprowadzano na Krzemionkach gęstsze zadrzewienie. Obecnie na obszarze dawnych kamieniołomów, na skałach eksponowanych na południe i w miejscach nasłonecznionych występują zarośla i murawy kserotermiczne, z kolei na skałach od strony północnej i wschodniej oraz w miejscach zacienionych – zbiorowiska mszaków.
Wśród drzewostanu najpopularniejszymi gatunkami iglastymi są zaliczane do rodziny sosnowatych: sosna zwyczajna, sosna czarna, świerk pospolity i świerk kłujący. Rodzinę cyprysowatych reprezentuje głównie gatunek żywotnik zachodni. Wśród dominujących gatunków liściastych rodzinę bukowatych reprezentują: buk zwyczajny, dąb szypułkowy i dąb bezszypułkowy. Rodzinę brzozowatych: brzoza brodawkowata i grab pospolity. Spośród rodziny wiązowatych w parku występują: wiąz szypułkowy i wiąz górski. Rodzinę ślazowatych reprezentuje lipa drobnolistna. Spośród wierzbowatych wyszczególnić można gatunki: topola biała i topola czarna. Z rośliny bobowatych występuje robinia akacjowa, z oliwkowatych – jesion wyniosły, z różowatych – czeremcha zwyczajna. Występują trzy gatunki z rodziny klonowatych: klon jesionolistny, klon zwyczajny i klon jawor. Rodzinę kasztanowcowatych reprezentuje kasztanowiec pospolity. Wśród przedstawicieli liściastych gatunków egzotycznych na terenie parku rosną: orzech czarny z rodziny orzechowatych, oliwnik wąskolistny z rodziny oliwnikowatych, tulipanowiec amerykański z rodziny magnoliowatych i bożodrzew gruczołowaty z rodziny biegunecznikowatych.
Wśród krzewów liściastych rodzinę dereniowatych reprezentują: dereń biały i dereń jadalny. Krzewy z rodziny oliwkowatych występujące na terenie parku to: forsycja pośrednia i lilak pospolity. Hortensjowate są reprezentowane przez gatunki: żylistek szorstki i jaśminowiec wonny. Wśród przedstawicieli rodziny przewiertniowatych na terenie parku występują: wiciokrzew tatarski i śnieguliczka biała, wśród przedstawicieli piżmaczkowatych – bez czarny. Występujące gatunki krzewów z rodziny różowatych to: tawuła van Houtte’a, głóg jednoszyjkowy i głóg dwuszyjkowy. Bobowate wśród krzewów reprezentują: złotokap pospolity i karagana syberyjska. Spośród rodziny dławiszowatych występuje trzmielina pospolita. Wśród krzewów iglastych występują gatunki cis pospolity z rodziny cisowatych i jałowiec pospolity z rodziny cyprysowatych.

## Układ parku
Pod względem czasu powstawania i kompozycji w opracowaniach dokonuje się podziału parku na poszczególne ogrody, odpowiadające w przybliżeniu czasom tworzenia i udostępniania poszczególnych części parku;

### Ogród I
Ogród promenadowy na wierzchowinie, ponad kościołem św. Józefa. Znajduje się w północnej części parku. Jest to jego część powstała w latach 1892–1909. Obejmuje również zachodnią część „ogródka przyszkolnego”, gdzie znajdują się najstarsze w całym parku drzewa. Układ tej części parku, w zakresie znanym z materiałów archiwalnych, zachował się do czasów współczesnych w kształcie niezmienionym. Posiada charakter ogrodu o cechach geometrycznych. W drzewostanie ogrodu dominują lipy, topole, jesiony i kasztanowce. Rośnie tu prawie 30 okazów dendrologicznych. Zachowała się przeważająca część pierwotnych nasadzeń. Około 40 drzew pochodzi z lat 90. XIX wieku, około 20 – z lat 40. XX wieku. Nie zachował się natomiast żaden z obecnych tu w pierwotnej kompozycji żywopłotów, jak również ciągów krzewów wzdłuż alej, w związku z tym, że większość krzewów usunięto w latach 80. XX wieku. Zachowały się nieliczne tylko grupy krzewów, głównie śnieguliczek.
Aleja prowadząca wzdłuż granicy parku oraz taras widokowy ponad współczesnymi schodami od placu Niepodległości zostały urządzone z wykorzystaniem elementów fortyfikacji z 2. połowy XVIII wieku.

### Ogród II
Ogród w Szkole Twardowskiego. Stanowi centralną część parku. Aleję Okrężną i Aleję Cienistą wybudowano ok. 1896. Zakładanie ogrodu ukończono do roku 1909. Pierwotnie aleje w okolicach Placu Sokolego miały układ kaligraficzny, zmieniony przed 1909 rokiem na zachowany do dziś układ modernistyczny. W drzewostanie ogrodu dominują kasztanowce, klony, lipy i jesiony. Występują również orzech czarny i tulipanowiec. Znajduje się tu 8 okazów dendrologicznych. Szpaler kasztanowców dzielący Plac Sokoli od Wielkiej Promenady rośnie od ok. 1910 roku. 60–70 drzew pochodzi z lat 90. XIX wieku, około 20 – z lat 40. XX wieku. Wzdłuż ścian kamieniołomów, ani w ich bezpośrednim sąsiedztwie, czy na samych ścianach nie wprowadzano drzew na etapie urządzania parku. Rosnące tam okazy są samosiewami. Zachowała się przeważająca część pierwotnych nasadzeń drzew oraz jeden fragment żywopłotu wzdłuż północnej części Alei Okrężnej od strony Placu Sokolego (śnieguliczki). Większość krzewów usunięto w latach 80. XX wieku. Śladowe pozostałości pierwotnych kompozycji zachowały się w rejonie Kiosku – dawnej gloriety – głównie śnieguliczki i oliwniki.
W ogrodzie znajduje się żelbetowy Kiosk wybudowany w okresie międzywojennym (ok. 1930) w stylu modernistycznym na betonowym tarasie stanowiącym pozostałość ośmiokątnej gloriety.

### Ogród III
Ogród dydaktyczno-społeczny. Znajduje się w południowej części parku. Ogród zaczął się kształtować na początku XX wieku, kiedy to powstały pierwsze aleje w rejonie pomnika Jana III Sobieskiego i rozpoczęto nasadzanie świerków. W latach 1909–1914 powstał Wgłębnik – owalne zagłębienie pewnej części terenu ułatwiające jego obserwację z zewnątrz – i aleja wokół niego. Kompozycja drzew w tej części parku została ukształtowana bardziej swobodnie niż w innych częściach, o dużej różnorodności gatunkowej wśród roślin. Wokół pomnika Jana III Sobieskiego urządzona została rabata kwiatowa. Odsłonięty w 1937 roku pomnik Bednarskiego otoczono kwietnikami. Owa barwna różnorodność zniknęła w latach 80. XX wieku. W tym czasie, podobnie jak w innych częściach parku, usunięto większość krzewów, jak również ogródek wokół Domku Ogrodnika. Sam domek został rozebrany na przełomie lat 80. i 90. XX wieku. Zrąb drzewostanu tego ogrodu stanowią klony, lipy i świerki. Rośnie tu ok. 5 okazów dendrologicznych. Kilkanaście drzew posadzono w latach 10. XX wieku, około 40 – w latach 40. XX wieku. Większość pierwotnych nasadzeń drzew zachowała się – uzupełniają je nasadzenia z lat późniejszych. Spośród pierwotnych nasadzeń krzewów zachowały się nieliczne grupy.

### Ogród IV
Park ludowy. Ogród o cechach modernistycznych stanowiący wschodnią część parku. Zasadniczym jego elementem jest łąka utworzona w latach 20. XX wieku na dnie kamieniołomu. Zadrzewienie tego ogrodu w przeważającej części pochodzi z lat 40. XX wieku – około 20 drzew. W tym czasie posadzono drzewa na wierzchowinie od strony ulicy Parkowej oraz szpaler wzdłuż alei wejściowej do stadionu KS Korona. Wzdłuż ścian kamieniołomów ani na ścianach nie prowadzono nasadzeń. W kompozycji ogrodu wyróżniają się skupiny zwartych zadrzewień. Skład gatunkowy drzew jest urozmaicony – występują: świerki, brzozy, jesiony, klony i lipy. Wzdłuż posiadającej charakter zgeometryzowany alei wejściowej rosną lipy i robinie. Nie występują tu okazy dendrologiczne. Większość pierwotnych nasadzeń zachowała się. W kompozycji ogrodu nie było żywopłotów i zwartych zakrzewień. Pojedyncze okazy znajdowały się po obu stronach alej wejściowych.
Przy wejściu do parku od ulicy Parkowej znajduje się budynek nazywany „Wagą”. W czasach istnienia kamieniołomu dokonywano tutaj ważenia wozów z kamieniem wyjeżdżających z terenu kopalni. W okresie międzywojennym „Waga” została przebudowana – dodano mansardowy dach, a budynek przeznaczono na mieszkania dla pracowników parku. Początkowo wejście do parku znajdowało się po północnej stronie „Wagi”. Pozostałością po nim są szerokie schody znajdujące się obok budynku, prowadzące do ogrodu na wierzchowinie. Współczesna brama oraz aleja wejściowa do początku lat 20. XX wieku były wjazdem do kamieniołomu. Wejście po północnej stronie „Wagi” zostało zamknięte w latach 60. XX wieku. W związku z powyższym przez ponad 40 lat do Parku Bednarskiego prowadziły dwie osobne oficjalne bramy oddalone od siebie o zaledwie kilkanaście metrów.

### Ogród V
Zalesienie. Ogród naturalistyczny o cechach secesji i modernizmu – znajduje się w zachodniej części parku. Krajobrazowy zrąb kompozycji ogrodu pochodzi z lat 1902–1909. W tym czasie prowadzono tu pierwsze nasadzenia z myślą o włączeniu tego terenu w przyszłości do parku. Zalesienie jest ogrodem starszym od ogrodu IV, jednak później udostępnionym – było całkowicie zamknięte dla odwiedzających do lat 50. XX wieku. Zadrzewienie pod kątem gatunkowym jest silnie zróżnicowane – występują tu sosny, modrzewie, jesiony, brzozy i klony. Blisko dolnego zakrętu Wielkiej Serpentyny rośnie bożodrzew. Ogółem w tej części parku rośnie 14 okazów dendrologicznych. Kilkanaście drzew pochodzi z lat 90. XIX wieku, kilkadziesiąt – z lat 40. XX wieku. Zdecydowana większość pierwotnych nasadzeń drzew zachowała się. Obok Wielkiej Serpentyny charakterystyczną częścią Zalesienia jest aleja jesionowa z rytmicznym rzędem drzew. Nie było tu żywopłotów, niewielka była również ilość wprowadzonych zwartych zakrzewień, jednak większość spośród nich zachowała się do czasów współczesnych.
W sąsiedztwie alei jesionowej, ponad skałami i aleją okrężną zachował się dwuramiennik, stanowiący pozostałość fortyfikacji z 2. połowy XVIII wieku.

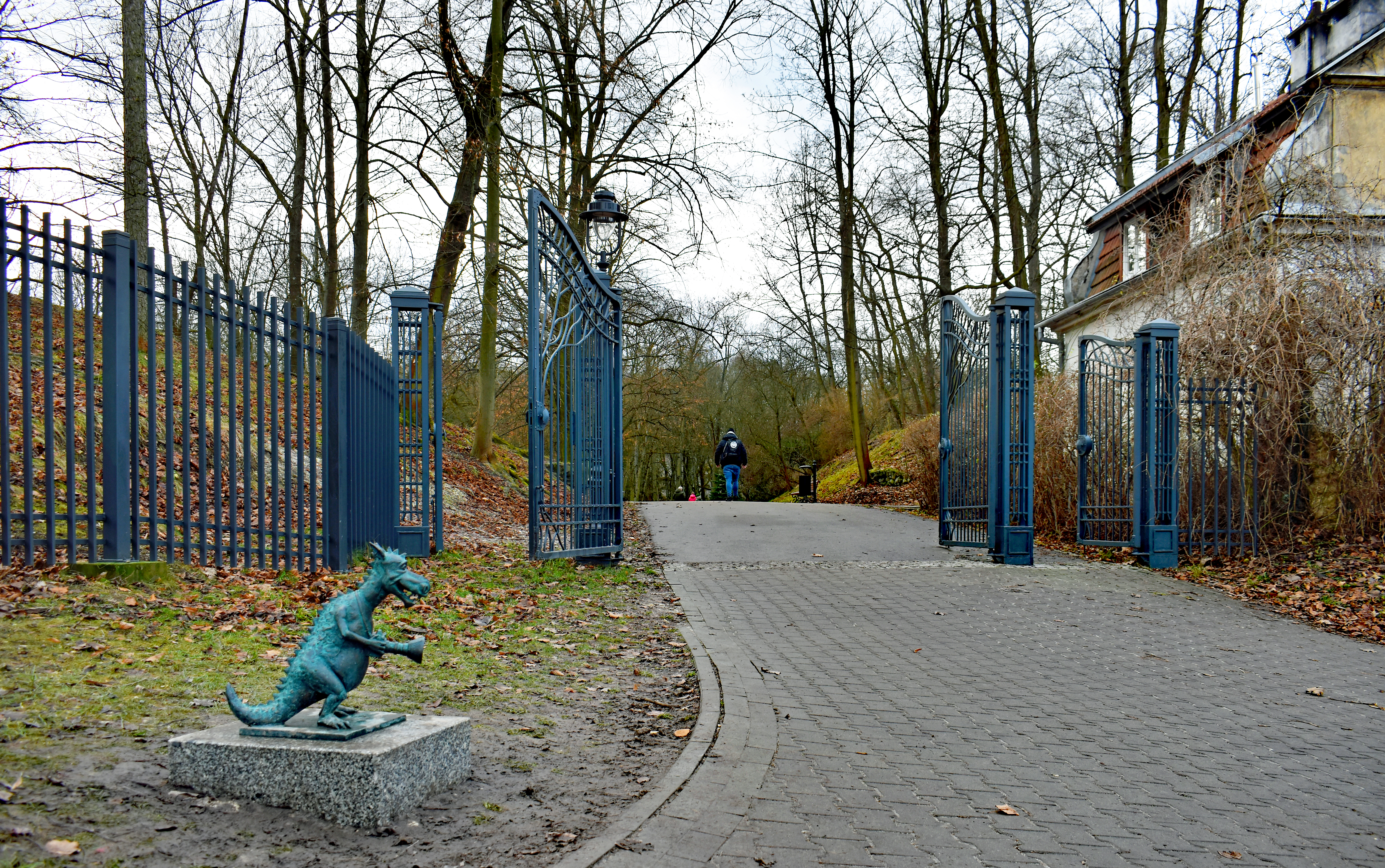
Wejście do Parku od strony ul. Parkowej i  „smok turysta”
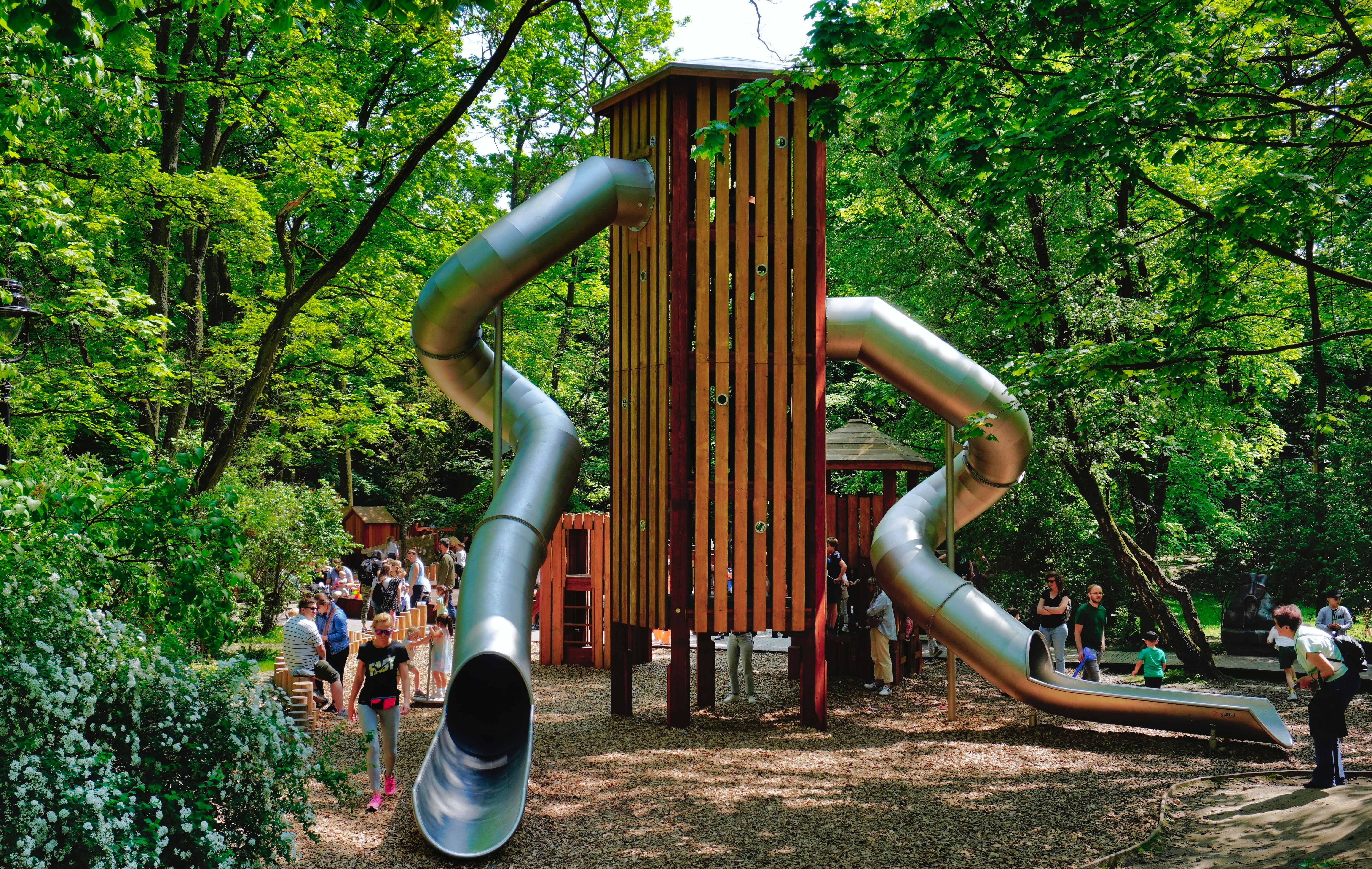
Plac zabaw
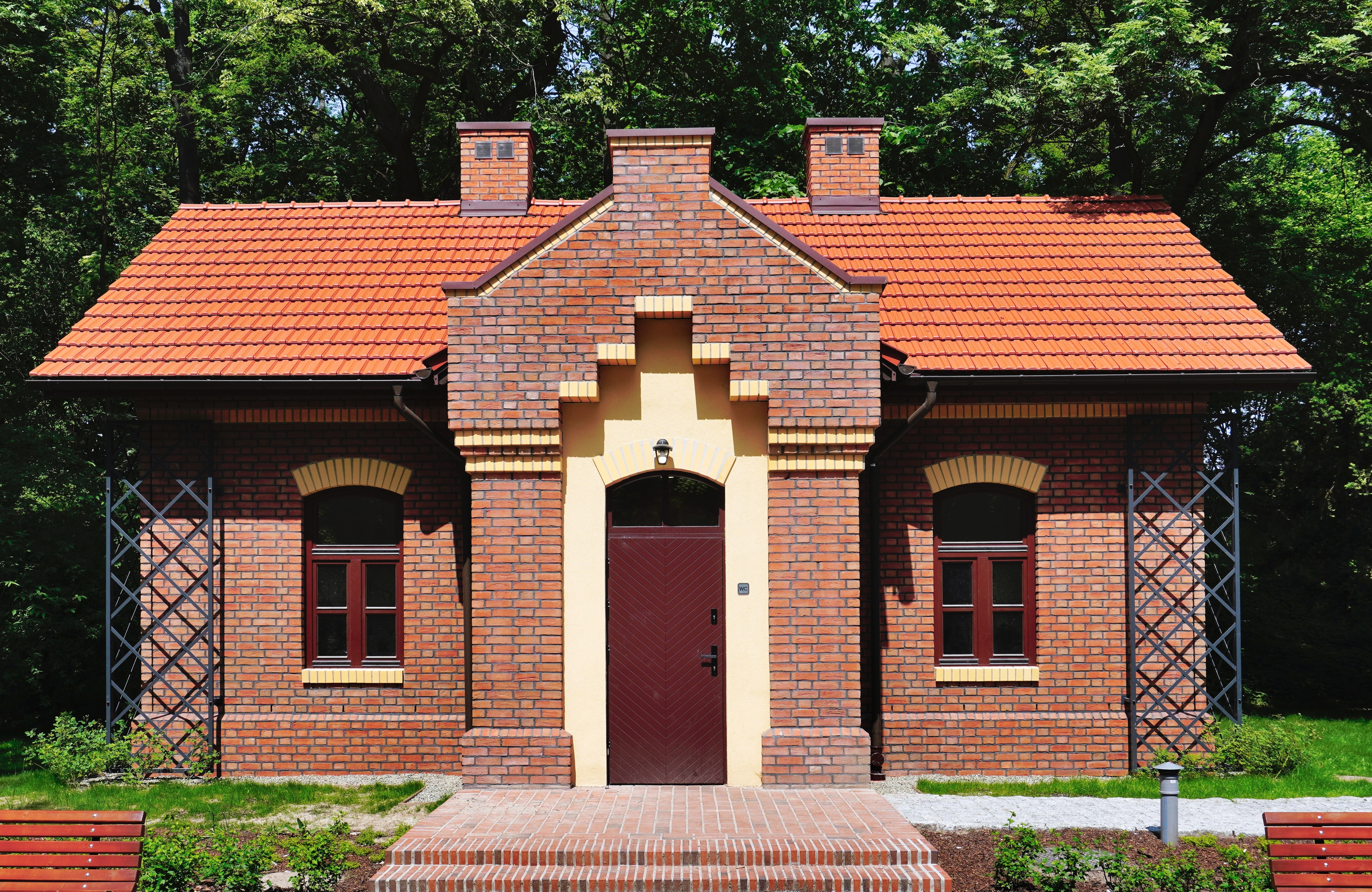
Zrekonstruowany Domek Ogordnika
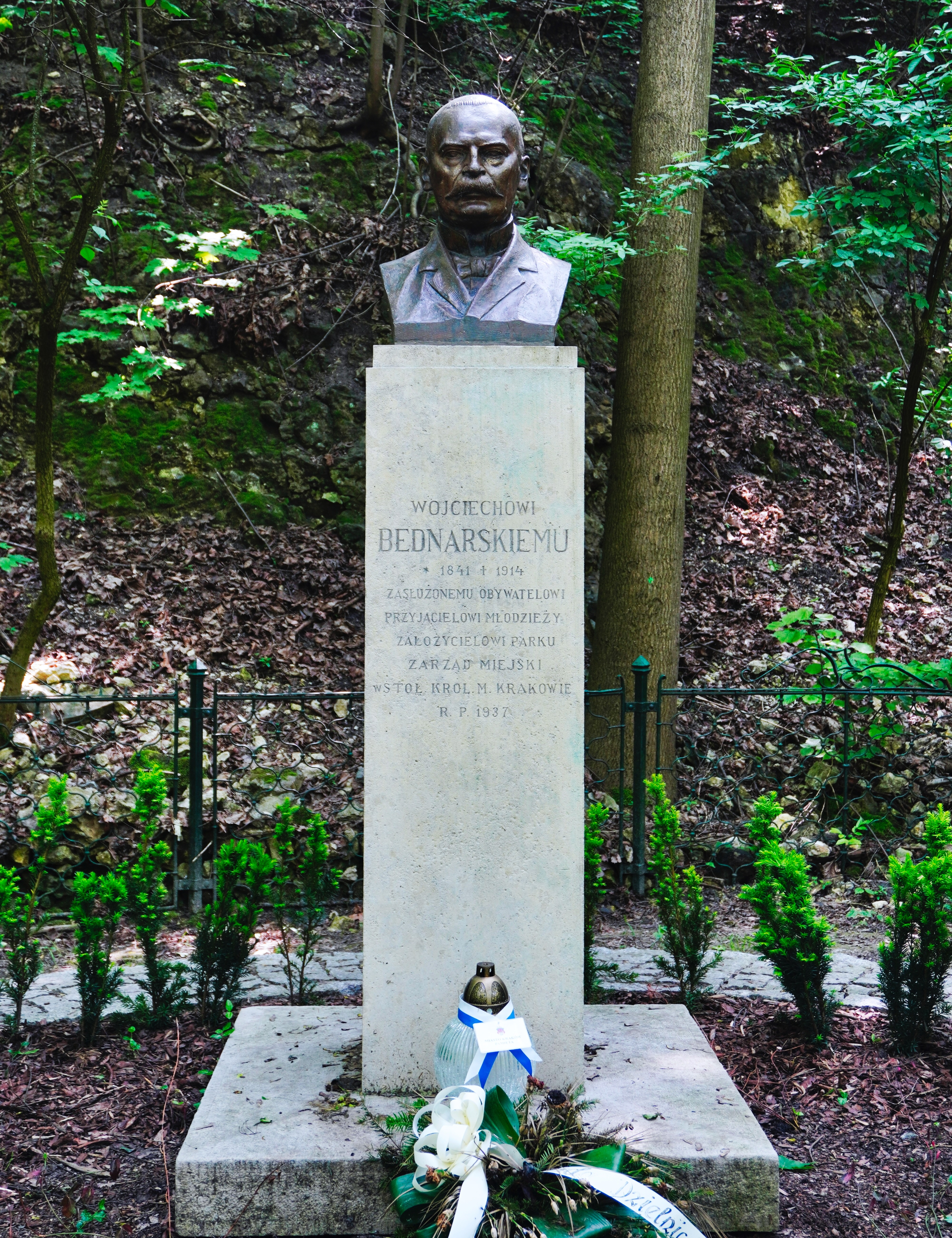
Pomnik Wojciecha Bednarskiego
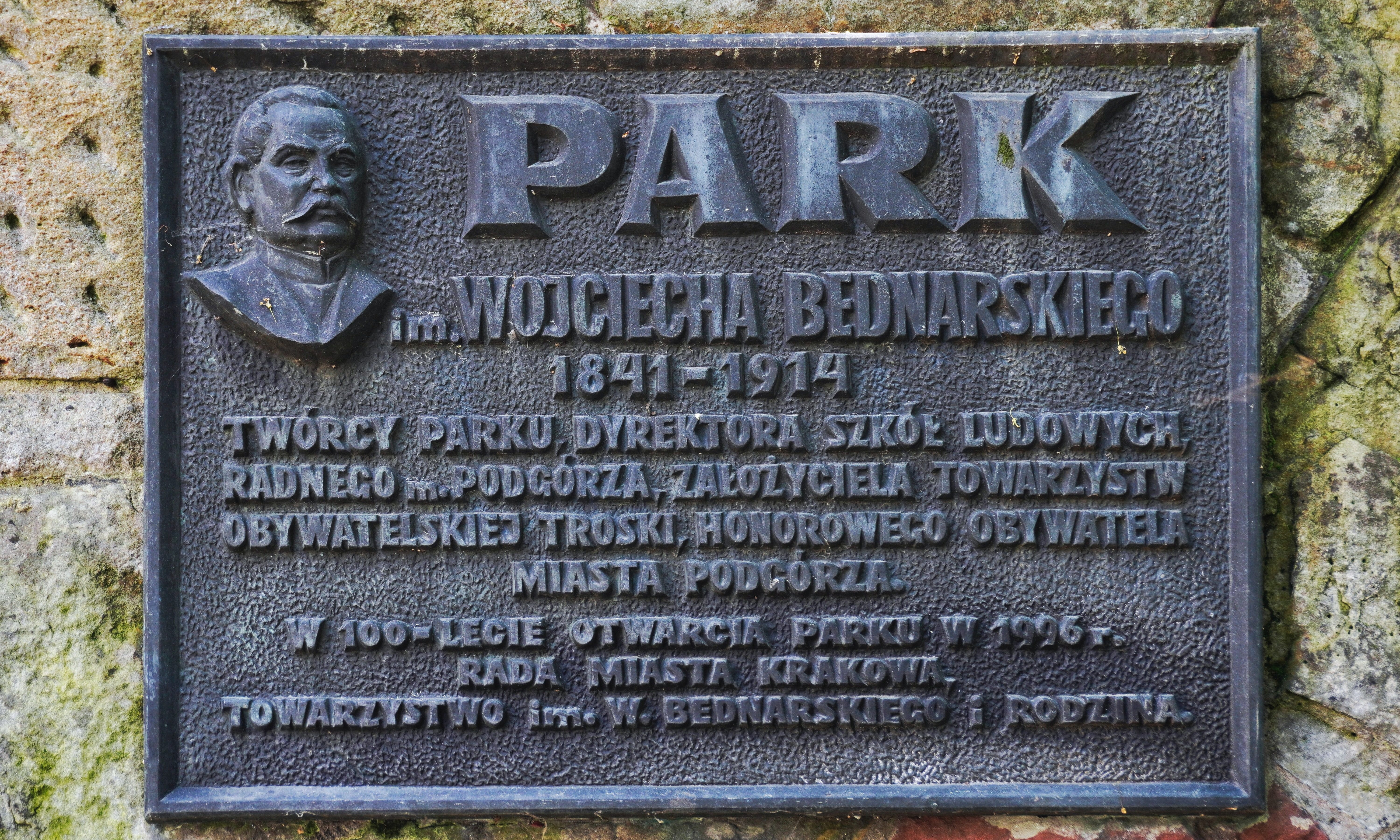
Tablica pamiątkowa
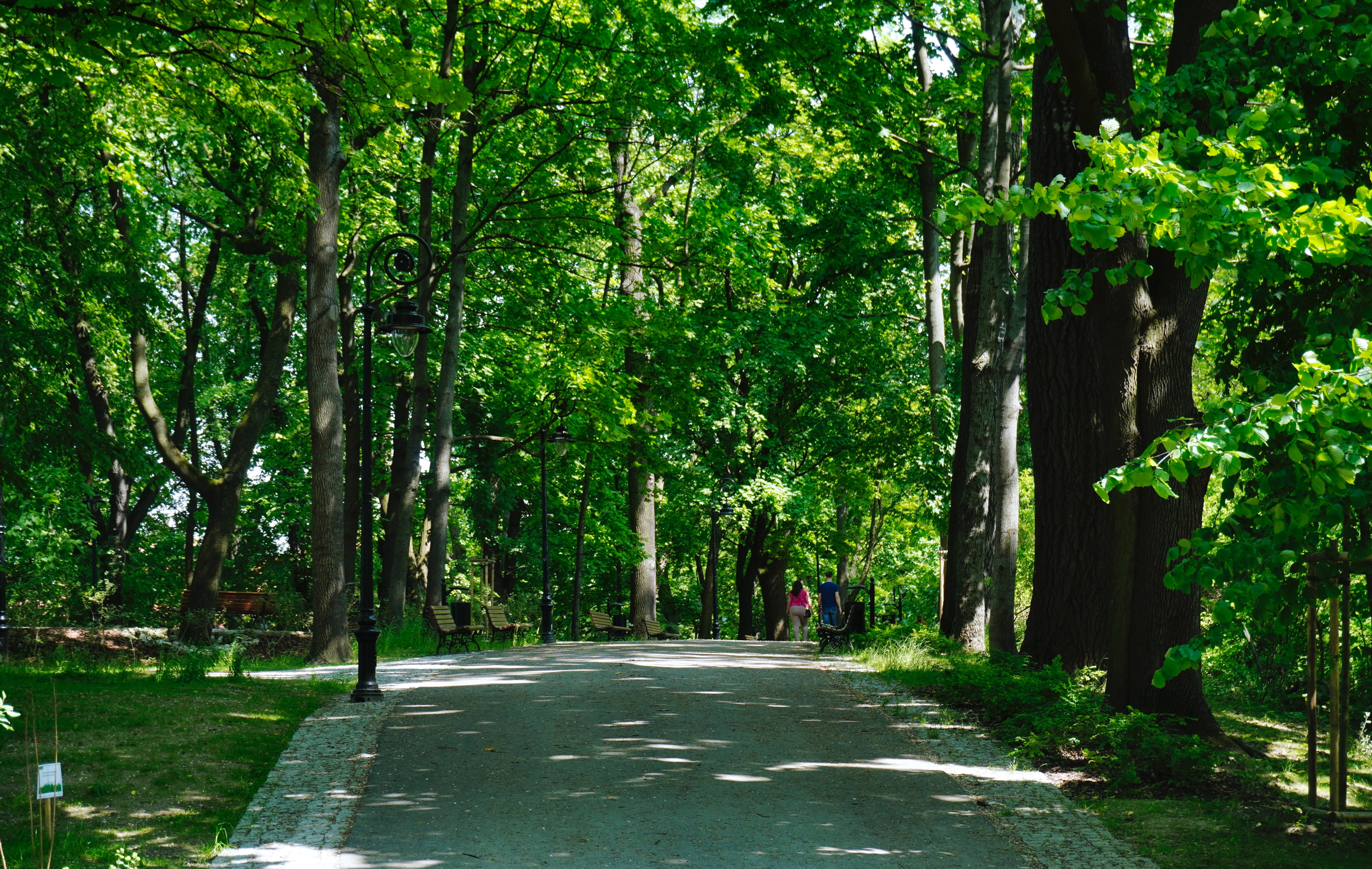
Mała Promenada
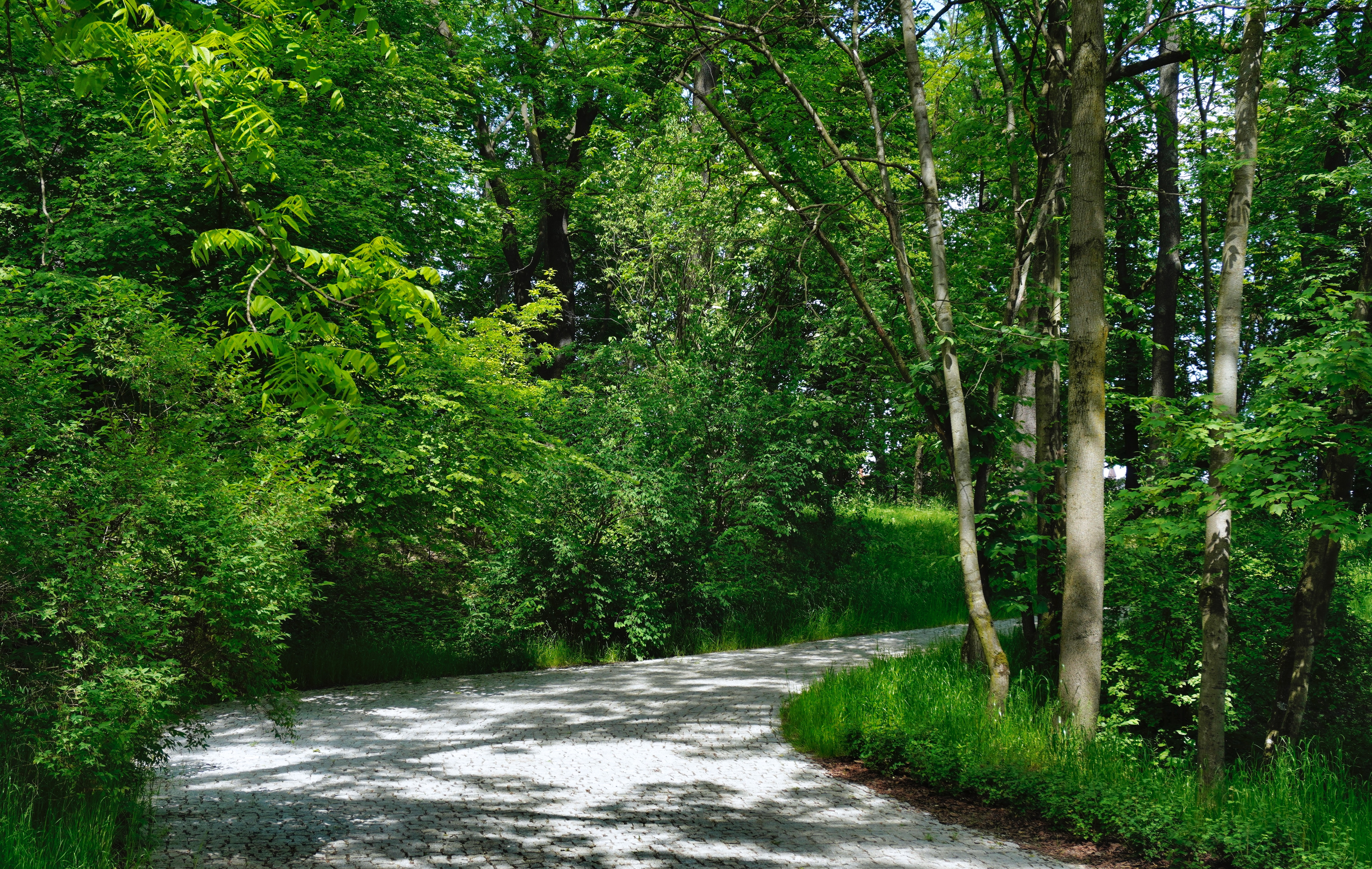
Mała Serpentyna
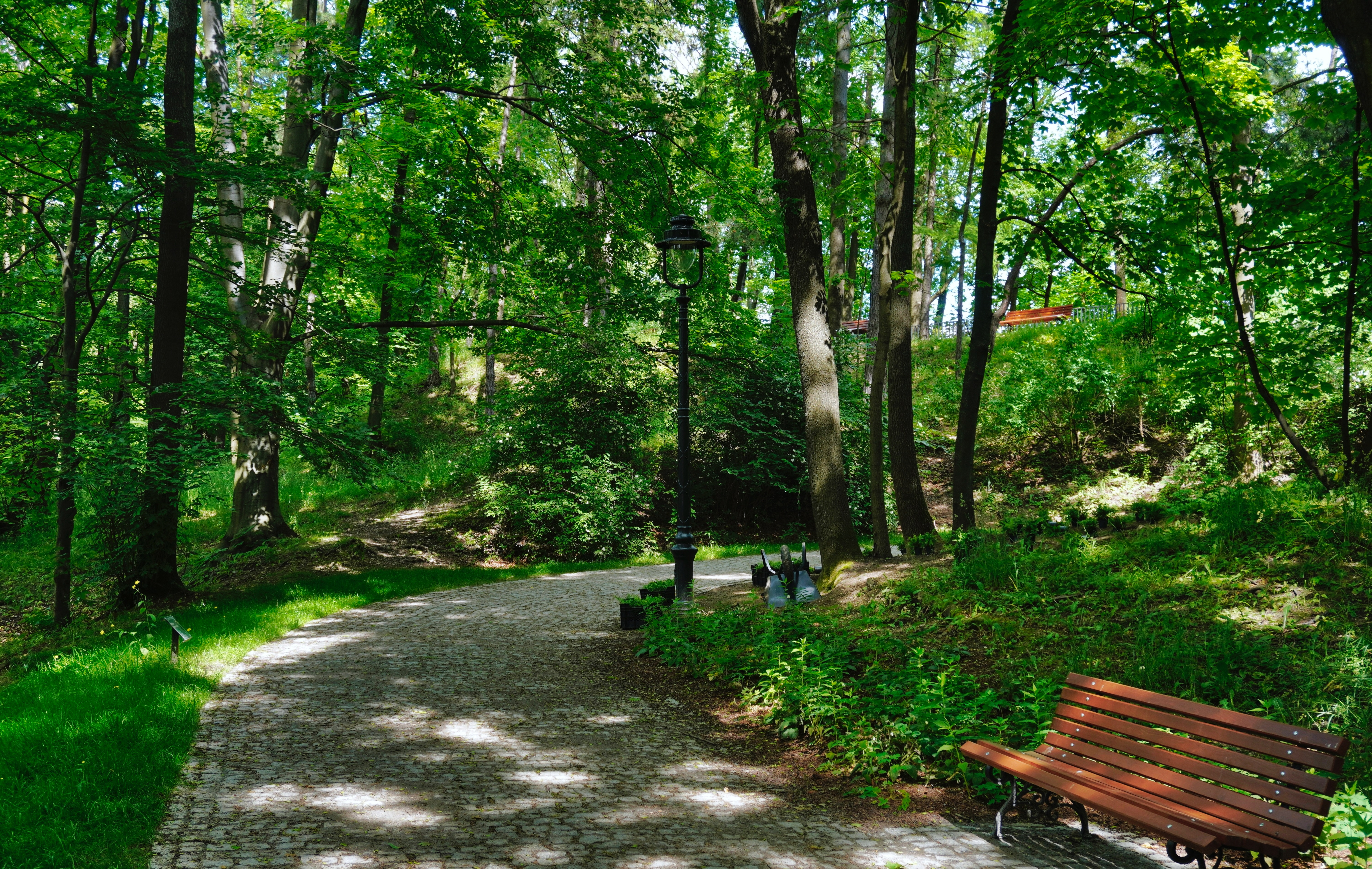
Wielka Serpentyna
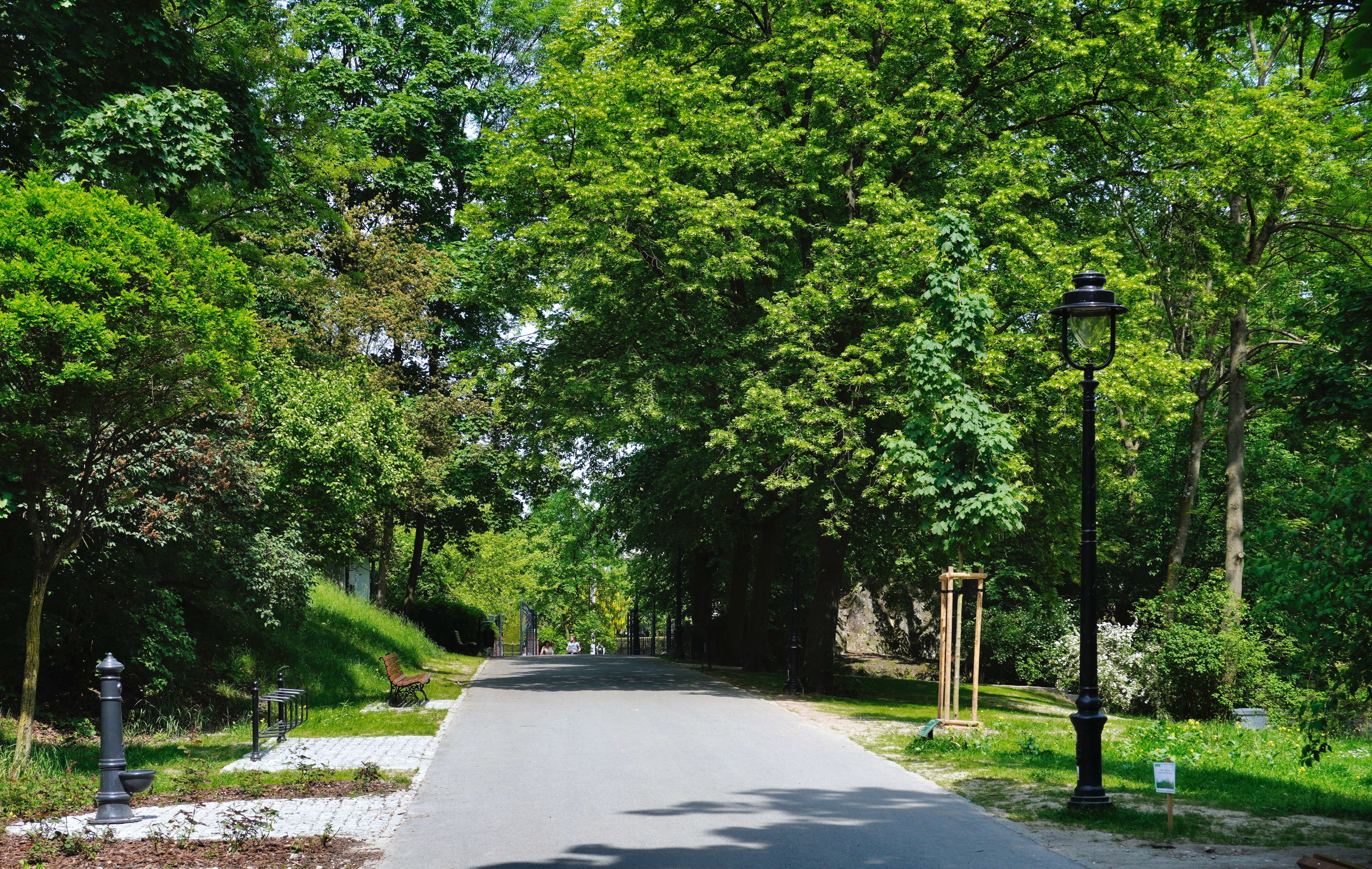
Aleja wejściowa